# Haceldama
Le Haceldama (mot araméen signifiant champ du sang), est un lieu de sépulture voisin de Jérusalem qui était utilisé pour les étrangers.

## Histoire
Dans le Nouveau Testament (Actes, 1.19 et Matthieu, 27.8), le Haceldama est acheté avec l'argent que Judas a reçu pour livrer Jésus-Christ et qu'il rend ainsi aux chefs de la synagogue.

## Littérature
- Léonce de Larmandie, Haceldama, la mère de Judas, mystère en 1 acte, représenté à Paris au théâtre de la Bodinière le vendredi 16 mars 1897